# 波韦利亚诺-韦罗内塞
波韦利亚诺-韦罗内塞（義大利語：Povegliano Veronese），是意大利威尼托大区维罗纳省的一个市镇。总面积18.69平方公里，人口7145人，人口密度382.3人/平方公里（2009年）。国家统计（ISTAT）代码为023060。

## 友好城市
- 德国奥肯海姆
- La Concepcion